# Guðmundur Steinarsson
Guðmundur Steinarsson (né le 20 octobre 1979) est un joueur de football islandais. Il évolue au poste d'attaquant dans l'équipe de l'ÍBK Keflavík depuis 2009.
Il est aussi international islandais.

## Palmarès
- Coupe d'Islande de football 1997
- Coupe d'Islande de football 2004
- Coupe d'Islande de football 2006